# Чакала
„Чакала“ (на английски: The Jackal) е много свободна филмова адаптация на романа на Фредерик Форсайт от 1971 г.

## Сюжет
Руската мафия в САЩ претърпява сериозен удар – по време на задържането му е убит Хаджи Мурат, по-малкия брат на главния кавказки терорист Терек Мурат. Това е съвместна операция на ФБР и Руското министерство на вътрешните работи. Вбесен от смъртта на брат си, Терек наема един от най-добрите убийци в света – Чакала, който за $ 70 милиона трябва да нанесе на Съединените щати ужасяващ „удар на възмездие“.
Тайните служби на САЩ успяват да заловят куриер на бандитите и да разберат за готвещата се операция. Но коя е целта, и как изглежда Чакала, остава загадка. ФБР и Руското министерство на вътрешните работи създават съвместна работна група, която да намери и унищожи Чакала. И само един човек може да помогне в тази задача: терористът от ИРА Деклан Макуин, който излежава присъда в затвора. Деклан, който има лични сметки с Чакала (някога Чакала е стрелял по бременната му любима, в резултат на което тя е загубила бебето), се съгласява да помогне, но в замяна на свободата си.
А междувременно Чакала добре се подготвя за убийството. Постоянно променящ външния си вид и паспортите си, той придобива автомобил и тежка картечница с убийствена мощност, която може да се управлява дистанционно. Поради предателството на един от служителите на тайните служби, Чакала през цялото време знае какво се случва в хода на разследването, което му помага да избегне всички капани. Узнавайки, че Деклан помага за залавянето му, Чакала прави засада в къщата на Изабела, бившата на ирландеца, но в резултат убива не нея, а руския майор Валентина Козлова. В решаващия ден и час престъпникът е във Вашингтон и се готви да нанесе последния удар.
ФБР най-накрая успява да се разбере каква е истинската цел на Чакала – съпругата на американския президент. Облечен като полицай, Чакала влиза в церемонията по откриването на болницата, която ще направи „първата дама“. Тя скоро попада в полето на оптичния мерник на картечницата на наемния убиец, и само намесата на Деклан може да предотврати трагедията.

## В ролите
| Актьор               | Роля                                                           |
| -------------------- | -------------------------------------------------------------- |
| Брус Уилис           | наемен убиец, по прякор „Чакала“                               |
| Ричард Гиър          | Деклан Малкуин, терорист от ИРА                                |
| Сидни Поатие         | Престън, заместник-директор на Федералното бюро за разследване |
| Даяна Венора         | Валентина Козлова, майор на МВР на Русия                       |
| Матилда Мей          | Изабела Закони, любовница на Деклан                            |
| Джей Кей Симънс      | Тимъти Уидърспун, агент на ФБР                                 |
| Ричард Лайнбек       | Мак Мърфи, агент на ФБР                                        |
| Джон Кънингам        | Доналд Браун, директор на ФБР                                  |
| Джак Блек            | Иън Ламонт, оръжейник                                          |
| Тес Харпър           | Емили Кауън, първа дама на САЩ                                 |
| Лесли Филипс         | Вулбъртън                                                      |
| Стивън Спинела       | Дъглас                                                         |
| Софи Оконедо         | девойка от Ямайка                                              |
| Дейвид Хейман        | Терек Мурат, кавказки терорист, бос на руска мафия на САЩ      |
| Равил Исянов         | Хаджи Мурат, по-малък брат на Терек                            |
| Стив Басет           | Джордж Декър                                                   |
| Юрий Степанов        | Виктор Политовски                                              |
| Уолт МакФерсън       | Дэнехи                                                         |
| Маги Кастл           | Маги, 13-годишен заложник                                      |
| Даниъл Дей Ким       | Акаши                                                          |
| Майкъл Кейтон-Джоунс | човекът във видео                                              |
| Питър Съливан        | Василов                                                        |
| Ричард Кабисон       | генерал Белинко                                                |
| Серж Уд              | Бифрез                                                         |
| Юън Бейли            | пазач                                                          |
| Джонатан Арис        | Александър Радзински                                           |

## Български дублажи
| Озвучаващи артисти | Татяна Захова Васил Бинев Борис Чернев Калин Сърменов |

| Озвучаващи артисти | Таня Димитрова Яница Митева Васил Бинев Калин Сърменов Здравко Методиев |

| Озвучаващи артисти | Здрава Каменова Даниела Йорданова Симеон Владов Георги Георгиев – Гого Радослав Рачев |